# Jonas Sandqvist
Jonas Fredrik Sandqvist, född 6 maj 1981 i Eslöv, är en svensk före detta fotbollsmålvakt som avslutade karriären i Asker Fotball.

## Klubbkarriär
Sandqvist slog igenom i Landskrona BoIS och fick landslagsdebutera i en match mot Mexiko under januariturnén 2005. Efter att Landskrona degraderades från Allsvenskan 2005 gick Sandqvist till Malmö FF. Första seriematchen för MFF var den 15 juli 2006 då Malmö FF mötte AIK. Malmö vann matchen med 3-1. Sommaren 2008, efter EM-uppehållet, delade Sandkvist sin plats i målet med den tjeckiske målvakten Dusan Melichárek. 
Han skrev i december 2009 på ett kontrakt med den grekiska klubben Atromitos på 2,5 år. Kontrakten fullföljdes dock inte då Sandqvist och Atromitos kom överens om att bryta kontraktet, vilket blev officiellt den 11 december 2010.
Den 14 november 2011 skrev han på ett flerårigt avtal med Örebro SK. Sandqvist gjorde sin debut för Örebro SK den 2 april 2012 i en 3–4 förlust mot Åtvidabergs FF.
I mars 2014 blev han klar för isländska Keflavík ÍF.
I januari 2015 stod det klart att Sandqvist återvände till sin gamla klubb Landskrona BoIS.